# Idiomyctus notatula
Idiomyctus notatula är en insektsart som först beskrevs av Stsl 1866.  Idiomyctus notatula ingår i släktet Idiomyctus och familjen Tropiduchidae. Inga underarter finns listade i Catalogue of Life.